# Anna Nicole (film)
Anna Nicole (nebo také The Anna Nicole Story) je americký životopisný televizní film z roku 2013. Natočila jej režisérka Mary Harronová a pojednává o modelce a celebritě Anně Nicole Smith. Hlavní roli ve snímku hrála Agnes Bruckner, dále se zde představili například Martin Landau, Adam Goldberg, Cary Elwes, Virginia Madsen a další. Premiéru měl 29. června roku 2013 a později byl vydán rovněž na DVD.